# Victor Maslin Yeates
Victor Maslin Yeates (Dulwich, Londres, Anglaterra, 30 de setembre de 1897 — Hastings, East Sussex, Anglaterra, 15 de desembre de 1934), habitualment abreviat com a VM Yeates, fou un as de l'aviació de la Primera Guerra Mundial britànic, que va escriure un dels llibres més destacats sobre el conflicte bèl·lic a l'aire i la futilitat de la guerra, titulat Winged Victory.

## Vida
Yeates va néixer a Dulwich, barri de Londres, i estudià a la Colfe's School on segons Henry Williamson solia llegir Keats d'amagat a classe de matemàtiques. Li agradava anar a explorar pels boscos, camps i llacunes i tenia un mussol mans. Yeates entrà a l'Office Training Corps el 1916 i fou transferit a la Royal Flying Corps (més tard Royal Air Force) al maig de 1917. El 18 de febrer, va ser destinat a l'Esquadró núm. 46, on serví durant 248 hores de vol en Sopwith Camels, s'accidentà 4 vegades, fou abatut 2 vegades i acreditat amb un total de 5 victòries assolint l'status d'as.
Va sobreviure a la guerra, però va morir de tuberculosi al Saatori de Fairlight a Hastings el 1934. Fou sobreviscut per la seva dona Norah Phelps Yeats i els seus 4 fills, Mary, Joy Elinor (més tard es casaria amb Christopher David Vowles), Guy Maslin (més tard es casaria amb Binnie Yeates) i Rosalind (més tard es casaria amb Edward Cullinan). Tots havien viscut amb Yeates en una petita cada a Kent en la carretera de Dover.

## Winged Victory
Yeates és més conegut pel seu llibre semiautobiogràfic Winged Victory, llibre considerat com un dels més destacats per la seva autèntica i fidel representació del que va representar el conflicte bèl·lic de la Primera Guerra Mundial a l'aire. El company d'escola de Yeates, Henry Williamson, va escriure el pròleg per a l'edició publicada més tard. En aquest pròleg, Williamson, donà suport a l'elecció per part del New York Saturday Review of Literature on es considerava Winged Victory com una de les millors novel·les dels nostres temps.

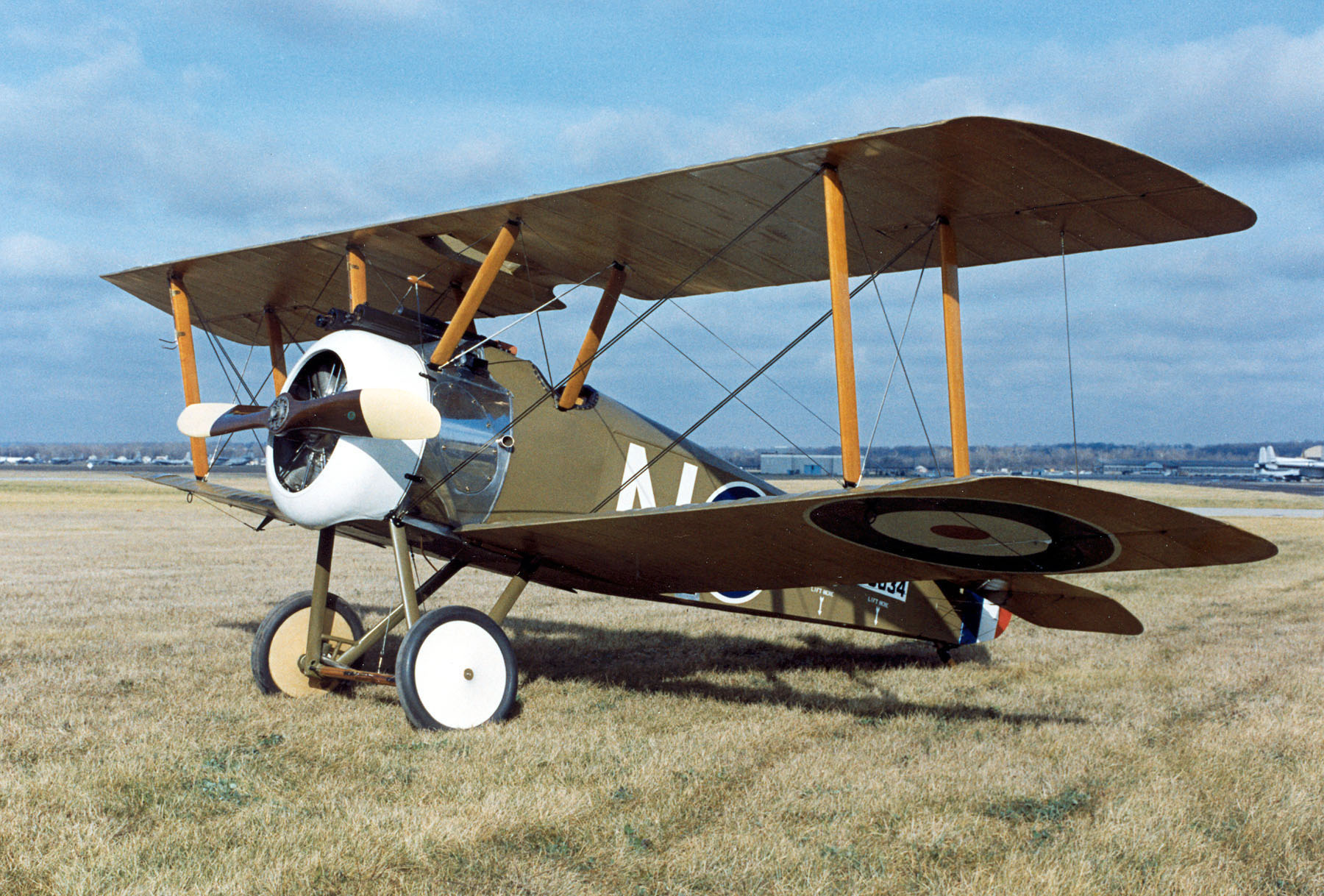
El Sopwith Camel és l'aparell que va pilotar VM Yeates durant la guerra, i també és l'aparell que pilota Tom, el protagonista de Winged Victory.

Yeates va escriure a la guarda de la còpia per a Williamson:
| « | Vaig començar [a escriure el llibre] a l'abril de 1933 a L'Hospital de Colindale. No podia escriure res allà, així que vaig sortir a caminar un matí, a pesar de les amenaces de mort de les que el doctor em va voler previndre. Vaig escriure diàriament fins a finals d'any. La meva dificultat principal era trobar l'equilibri entre la realitat i l'art, ja que estava escrivint una història que havia de ser una representació exacta del període i també una anàlisi i sintèsi exacta d'un estat de la ment. | » |

### Descripcions dels combats aèris

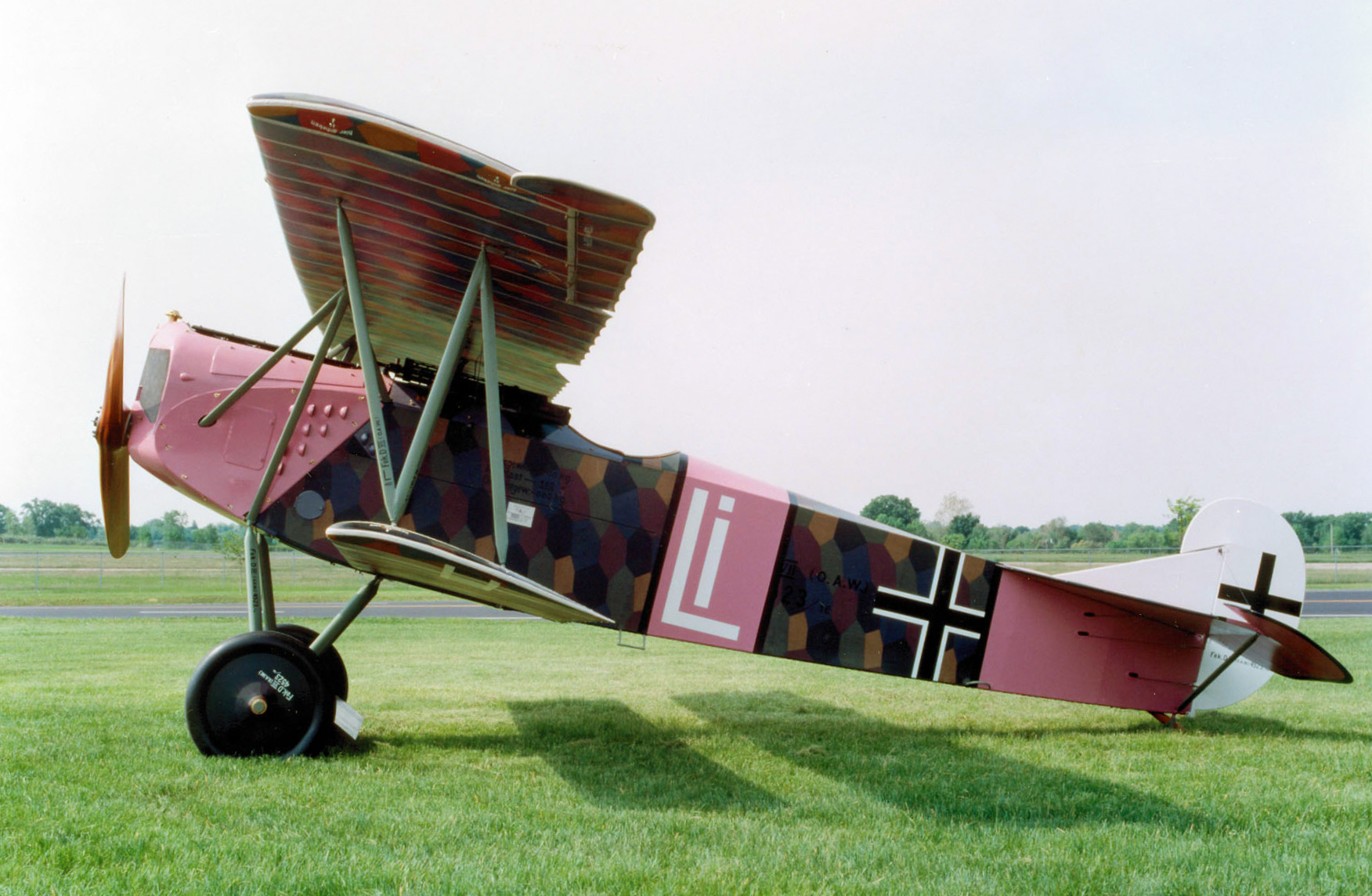
El Fokker DVII és un dels aparell de la Primera Guerra Mundial als que tant VM Yeates com el protagonista de la seva novel·la, Tom, es van tindre d'enfrontar.

Winged Victory destaca per la qualitat de les descripcions del combat aeri durant la Primera Guerra Mundial.
El realisme i discursivitat de la novel·la la fan una de les descripcions de la vida diària més intrigants del front occidental: Les relacions amb els habitants francesos, les trobades dels pilots al bar, els viatges a casa pels permisos, la recuperació als hospitals de l'exèrcit; les converses dels pilots, les cançons dels gramòfons, que menjaven i bebien cada dia... Yeates també està interessat en els diversos estils de direcció adoptats pels diferents comandants de l'esquadró, i els seus esforços per a fer del protagonista un pilot més agressiu. El protagonista està atormentat per la seva incapacitat de viure amb el combat diàri, abatre altres pilots en la mateixa situació que ell, i com altres pilots si que hi semblen poder viure. És realment honest en la descripció dels seus pensaments, del creixent estrès i debilitament de la persona al morir els seus companys un rere altre, mentre ell sobreviu al conflicte.

### Filosofia sobre la guerra
A Winged Victory, Yeates expressa regularment una desil·lusió per la guerra, amb els seus oficials superiots, i per les causes de la guerra, pensaments més típics dels anys 30 que del moment que està descrivint.
Tot i això, la novel·la conté una representació força fidel de la Royal Flying Corps (més tard Royal Air Force) i les seves operacions al front occidental començant per l'ofensiva alemanya del 21 de març de 1918. El protagonista i el seu esquadró han d'encarregar-se de les feines més arriscades en ser pilots dels Camel, missions on s'ha de voler baixar, tant per a reconeixement de possibles objectius per al bombardeig i atac a troped enemigues. Missions que els fan blancs fàcils per a l'enemic, i dels quals pocs pilots sobreviuen. Al mateix temps, caces més ràpids, com ara els SE5 i el Bristol Fighter gaudeixen de missions a altituds molt superiors aprofitant les seves característiques. El rol dels Camel és perillós, ametrallant trinxeres i rutes a altes velocitats i a prop de terra en aparells sense protecció, amb l'amenaça constant de les ametralladores dels soldats enemics.